# Саут-Конгарі (Південна Кароліна)
Саут-Конгарі (англ. South Congaree) — місто (англ. town) в США, в окрузі Лексінгтон штату Південна Кароліна. Населення — 2377 осіб (2020).

## Географія
Саут-Конгарі розташований за координатами 33°54′34″ пн. ш. 81°8′15″ зх. д. / 33.90944° пн. ш. 81.13750° зх. д. (33.909480, -81.137540).  За даними Бюро перепису населення США в 2010 році місто мало площу 8,63 км², з яких 8,51 км² — суходіл та 0,12 км² — водойми.

## Демографія
Згідно з переписом 2010 року, у місті мешкало 2306 осіб у 918 домогосподарствах у складі 647 родин. Густота населення становила 267 осіб/км².  Було 1045 помешкань (121/км²).
Расовий склад населення:
| - 85,3 % — білих - 9,6 % — чорних або афроамериканців - 1,5 % — азіатів - 0,5 % — корінних американців - 1,4 % — осіб інших рас |

До двох чи більше рас належало 1,7 %. Частка іспаномовних становила 2,8 % від усіх жителів.
За віковим діапазоном населення розподілялося таким чином: 22,1 % — особи молодші 18 років, 64,1 % — особи у віці 18—64 років, 13,8 % — особи у віці 65 років та старші. Медіана віку мешканця становила 40,2 року. На 100 осіб жіночої статі у місті припадало 99,1 чоловіків;  на 100 жінок у віці від 18 років та старших — 98,5 чоловіків також старших 18 років.
Середній дохід на одне домашнє господарство  становив 50 573 долари США (медіана — 43 370), а середній дохід на одну сім'ю — 52 766 доларів (медіана — 42 829). Медіана доходів становила 42 063 долари для чоловіків та 33 423 долари для жінок. За межею бідності перебувало 23,3 % осіб, у тому числі 33,9 % дітей у віці до 18 років та 7,3 % осіб у віці 65 років та старших.
Цивільне працевлаштоване населення становило 1074 особи. Основні галузі зайнятості: освіта, охорона здоров'я та соціальна допомога — 20,6 %, виробництво — 15,3 %, роздрібна торгівля — 13,2 %, будівництво — 11,5 %.